# Blau Mobilfunk

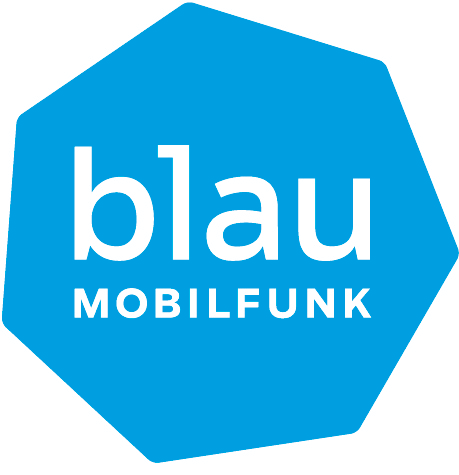
Logo zwischen 2014 und 2015

Logo bis 2014

Die Marke Blau (ehemals im Eigentum der Blau Mobilfunk GmbH) ist eine Mobilfunkmarke der Telefónica Deutschland Holding AG, die u. a. Prepaid-Tarife und Tarife mit Laufzeit für die mobile Telekommunikation anbietet. Alle Blau-Tarife nutzen das Netz von Telefónica Deutschland. Blau Mobilfunk, die die Markenrechte der Marke Blau bis zur Übernahme 2015 hielt, wurde 2005 als eigenständige GmbH mit Sitz in Hamburg gegründet. Bis zur Übernahme durch Telefónica im Jahr 2015 lag das Kerngeschäft der Marke „Blau“ bei der Vermarktung von Prepaid-Produkten. Als Mobilfunkprovider nutzte Blau Mobilfunk die Netzinfrastruktur von E-Plus und unterhielt keine eigenen Filialen. Vertrieben wurden die SIM-Karten online, bei diversen deutschen Einzelhändlern und in den E-Plus-eigenen Base-Shops.

## Geschichte
Das Unternehmen wurde von den drei Unternehmern Martin Ostermayer, Thorsten Rehling und Dirk Freise 2005 gegründet, die zuvor die Website handy.de betrieben und später an Bertelsmann verkauft hatten. Ein Vertrag über die Vermarktung von Mobilfunkdienstleistungen mit E-Plus brachte die nötigen Voraussetzungen, um die Blau Mobilfunk GmbH als ersten unabhängigen Mobilfunkdiscounter zu gründen.
Im November 2006 übernahm Blau Mobilfunk den Discounter-Anbieter debitel-light. Debitel erhielt im Gegenzug eine Minderheitsbeteiligung an der Blau Mobilfunk GmbH. 2007 zählte „blau.de“ rund 600.000 Kunden.
In 2007 ging das Unternehmen erstmals Branded-Reseller-Partnerschaften (unter anderem Plus, heute Netto) ein, was dem Unternehmen zu einem Wachstumsschub verhalf.
Im April 2008 wurde Blau Mobilfunk vom niederländischen E-Plus-Mutterkonzern KPN übernommen. Die Kernmarken „blau.de“ und „Blauworld“ blieben dabei erhalten.
Im Jahr 2012 wurde neben den normalen Prepaidkarten eine Allnet-Flatrate in Anlehnung an Yourfone auf den Markt gebracht. Blau war damit nicht mehr nur ein reiner Prepaid-Discounter, sondern bot auch Handytarife auf Rechnung an.
Ab dem 1. Januar 2013 gehörte Blau Mobilfunk aufgrund von Änderungen in der Konzernstruktur zu E-Plus und galt nun als eine direkte Tochtergesellschaft.
Im August 2013 gab die Geschäftsführung des Hamburger Mobilfunk-Discounters bekannt, den Einheitstarif im Prepaid-Bereich auf Gespräche ins und aus dem EU-Ausland zu erweitern. Damit löste Blau Mobilfunk die europaweiten Roaming-Gebühren für Telefonate auf und ermöglichte fortan Gespräche zwischen Deutschland und EU-Ausland zu einem einheitlichen Preis. Dieser Tarif galt auch für das Nicht-EU-Land Schweiz.
Im September 2013 wurde die Marke „Blauworld“ im Rahmen einer Umstrukturierung der Ethno-Marken an die Ortel Mobile GmbH abgegeben. Im April 2014 wurde die Marke „blau.de“ in „Blau“ umbenannt.
Bis Ende 2015 beschäftigte die Blau Mobilfunk GmbH mehr als 100 Mitarbeiter in den Bereichen IT, Produktmanagement, Marketing, Vertrieb, Finanzen und Kundenservice. Ende Juni 2015 kündigte Telefónica an, dass alle Kunden zum 1. Juli 2015 zur Telefónica Germany GmbH & Co. OHG migriert werden und Blau als Marke erhalten bleibt. Die Blau Mobilfunk GmbH wurde dabei auf die Telefónica Germany GmbH & Co. OHG verschmolzen.

## Kooperationen
Blau Mobilfunk bot anderen Unternehmen Branded-Reseller-Partnerschaften an. Hierdurch sollten die Kunden an die jeweilige Marke gebunden werden. Es bestanden folgende Kooperationen:
- Netto Marken-Discount: Nettokom
- Norma: Norma Mobil
- ATG (Arora Trading GmbH): Simvoice
- ECO World Connect GmbH: Mobilka

Im Oktober 2008 wurde in Kooperation mit KPN Spanien der Discount-Tarif blau.es in Spanien gestartet. Genutzt wird dabei das Netz von Orange Spanien.